# Ikina (Ehime)
La Villa de Ikina (生名村 Ikinia-mura?) fue una villa del Distrito de Ochi en la Región de Tōyo (東予地方 Tōyo-chihō?) de la Prefectura de Ehime. El 1° de octubre de 2004 se fusiona con el Pueblo de Yuge y las villas de Iwagi y Uoshima, formando el Pueblo de Kamijima.

## Características
Estaba conformada por la Isla Ikina (生名島 Ikina-jima?) y varias islas menores del Archipiélago Geiyo (芸予諸島 Geiyo-shotō?), en el Mar Interior de Seto.
Limitaba con el Pueblo de Yuge y la Villa de Iwagi (ambas son actualmente parte del Pueblo de Kamijima del Distrito de Ochi) de la Prefectura de Ehime. Además limitaba con la Ciudad de Innoshima (因島市 Innoshima-shi?), que ahora forma parte de la Ciudad de Onomichi (尾道市 Onomichi-shi?) de la Prefectura de Hiroshima.
Tenía un servicio de ferry que la conectaba con la Ciudad de Innoshima y otras localidades.